# 609 Fulvia
609 Fulvia
609 Fulvia là một tiểu hành tinh ở vành đai chính. Nó được Max Wolf phát hiện ngày 24.9.1906 ở Heidelberg và được đặt theo tên Fulvia, một trong các người vợ của Marcus Antonius thời đế quốc La Mã